# HD 156668 b
HD 156668 b는 허큘리스자리 방향으로 지구로부터 약 78.5광년 떨어진 곳에 있는 외계 행성이다. 이 행성은 항성 HD 156668을 돌고 있다. HD 156668 b의 최소 질량은 지구의 4.15배로, 발견 시점 기준으로 시선 속도법을 이용해서 발견된 모든 외계 행성들 중 두 번째로 가볍다. 시선 속도로 발견된 외계 행성들 중 b보다 가벼운 천체는 2009년 4월 21일 발견된 글리제 581 e가 유일하며, 그 최소 질량은 지구의 1.94배이다. 여기에 HD 156668 b의 중력이 항성을 흔드는 반진폭(semi-amplitude)의 값은 역대 최저 수치이다(1.89 m/s). b는 2010년 1월 7일 그 존재가 공식적으로 발표되었으며 2010년에 접어들어 여덟 번째로 발견된 행성이다. 케플러 계획을 통해 이미 1월 4일 다섯 개, 5일 HD 9446 주위 두 개의 행성이 발견된 바 있다.